# بيلي ناش
بيلي نـاش (بالإنجليزية: Billy Nash)‏ هو لاعب كرة قاعدة أمريكي، ولد في 24 يونيو 1864 في ريتشموند في الولايات المتحدة، وتوفي في 15 نوفمبر 1929 في إيست أورانج في الولايات المتحدة.

## وصلات خارجية
- بيلي نـاش على موقعبيزبول رفرنس.كوم (الدوري الرئيسي) (الإنجليزية)
- بيلي نـاش على موقعبيزبول رفرنس.كوم (الدوري الثانوي) (الإنجليزية)